# Kultovní pyramida

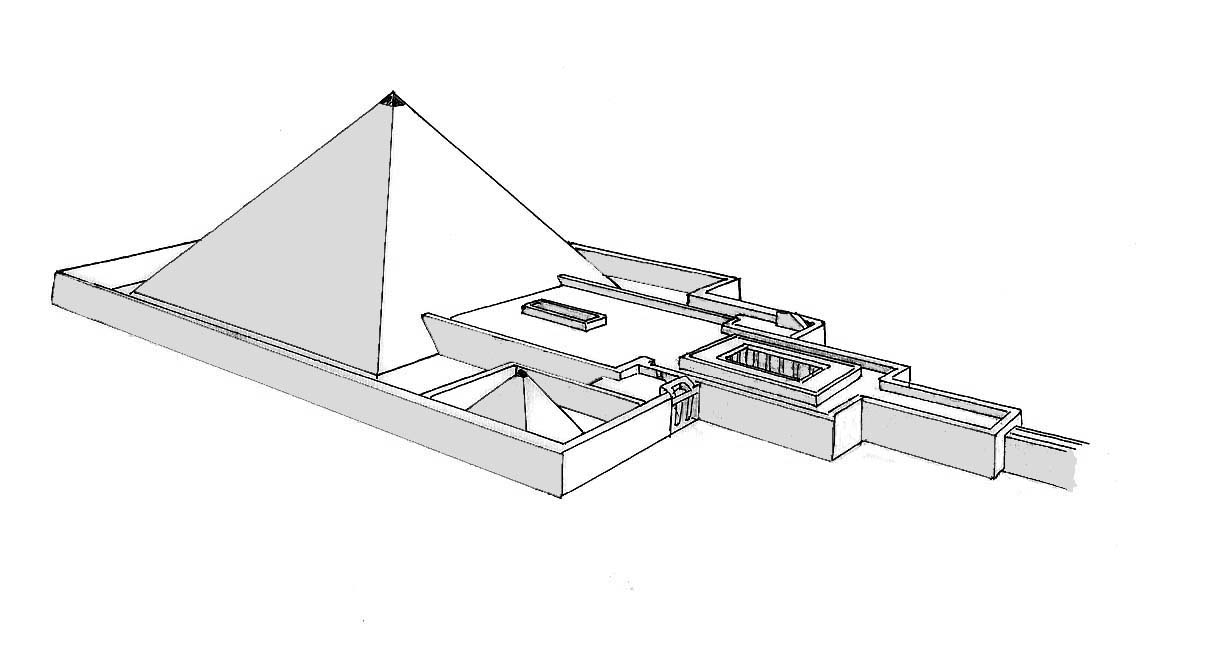
Sahuerův pyramidový komplex s kultovní pyramidou

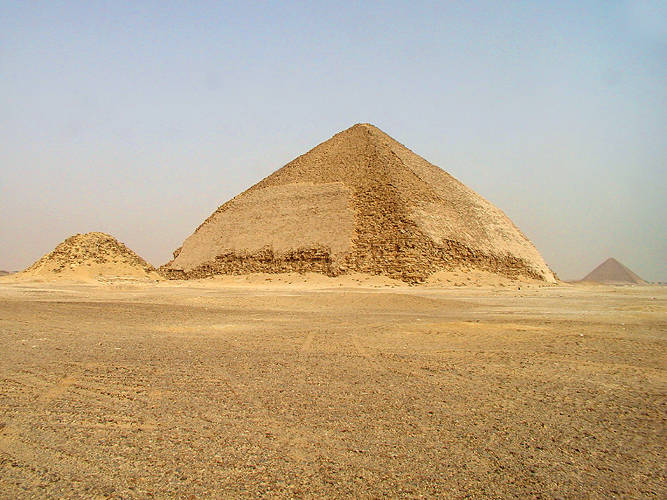
Lomená pyramida s přilehlou kultovní pyramidou

Kultovní pyramida je typ egyptské pyramidy sloužící pro kultovní účely jako kenotaf, který byl stavěn v těsné blízkosti u hlavní pyramidy pro pohřbení faraona. Nejstarší dochovaná kultovní pyramida byla nalezena u pyramidy v Médúmu. Kvůli svým malým rozměrům byly egyptským obyvatelstvem často rozebírány.

## Funkce
Přesný účel kultovních pyramid nebyl dosud objasněn. Nabízí se tyto možnosti:
- Hrob pro faraonův Ka
- Hrob pro faraonova střeva v kanopách
- Symbolický hrob faraona jako vládce Horního Egypta
- Symbolická funkce ve svátku Sed
- Místo uctívající Slunce

## Seznam pyramid s dochovanými kultovními pyramidami
| 4. dynastie - Pyramida v Médúmu - Lomená pyramida - Chufuova pyramida - Radžedefova pyramida - Rachefova pyramida - (Menkauerova pyramida) | 5. dynastie - Veserkafova pyramida - Sahureova pyramida - Pyramida Chentkaus II. - Niuserreova pyramida - Pyramida Lepsius-XXIV - Džedkarova pyramida - Pyramidy královen - Venisova pyramida | 6. Dynastie - Tetiho pyramida - Zádušní komplex Pepiho I. - Inenekova pyramida - Pyramida Anchenespepi III. - Beheneova pyramidy - Merenreova pyramida - Pyramida Pepiho II. - Neitina pyramida - Pyramida Iput II. - Vedžebtina pyramida | 12. Dynastie - Pyramida Senusreta I. - Pyramida Senusreta III. |